# 男子汉宣言
《男子汉宣言》为姜昆以及李文华所合作表演的一段相声，相声所反映了当时“男子对妻子的心虚”的态度。《男子汉宣言》原本为一首由佐田雅志作词作曲并演唱的日本歌曲，所说的是“一个没有本事的男子希望妻子能够担当家庭的重担”。

## 內容
《男子汉宣言》所说的是姜昆向李文华介绍《男子汉宣言》，李文华质问姜昆是否敢向他爱人面对面的唱这首歌，姜昆表示肯定，但对他爱人所唱的这一首歌完全扭曲了男子汉宣言的本意。

## 相关
- 相声